# Auxiliares Misioneras Agustinas
Auxiliares Misioneras Agustinas es un instituto secular femenino de la Iglesia católica de derecho pontificio, fundado por el religioso agustino descalzo Gerolamo Passacantilli en la ciudad de Volterra, el 14 de septiembre de 1960. Las mujeres miembros de instituto posponen a sus nombres las siglas A.M.A.

## Historia
El instituto fue fundado por el religioso Gerolamo Passancantilli, de la Orden de los Agustinos Descalzos, el 14 de septiembre de 1960, en la diócesis de Volterra, Provincia de Pisa (Italia), con el fin de consagrar un grupo de mujeres, que sin abandonar el estado laical, no formar comunidad religiosa alguna, pudiesen vivir el carisma agustino, adaptar la Regla de san Agustín a la vida secular y vivir los votos evangélicos en medio de sus ambientes.
El instituto recibió la aprobación formal diocesana el 11 de febrero de 1968, de parte del obispo de Volterra, Marino Bergonzini. El Anuario Pontificio recoge su nombre como Auxiliares Misioneras Agustinas, reconocido como un instituto secular de derecho pontificio.

## Organización
Auxiliares Misioneras Agustinas es un instituto secular dividido en regiones autónomas, cada una con su presidente. A nivel general tienen unos estatutos o normas de cooperación y nombran una presidente, que vive en la sede central de Roma.
Las mujeres miembros del instituto hacen votos de obediencia, castidad y pobreza, sin abandonar el ambiente secular. Se organizan en dos tipos de miembros: las internas, que hacen vida comunitaria y las externas, que viven en sus propias casas. Viven según la Regla de san Agustín, adaptada a la vida secular, y como instituto forman parte de la Familia Agustina Descalza. El instituto cuenta con poca más de cien miembros, distribuidos todos en Italia.